# Hypena camptogrammalis
Hypena camptogrammalis är en fjärilsart som beskrevs av George Francis Hampson 1907. Hypena camptogrammalis ingår i släktet Hypena och familjen nattflyn. Inga underarter finns listade i Catalogue of Life.